# 王への手紙 (TVシリーズ)
『王への手紙』（おうへのてがみ、The Letter for the King、ザ・レター・フォー・ザ・キング）は、2020年から放送されているイギリス・オランダのテレビドラマシリーズ。祖国を救う大役を任された見習い騎士の冒険を描くファンタジードラマ。トンケ・ドラフトの児童小説『王への手紙』(上下、岩波少年文庫、2005年)を原作に、ウィリアム・デイヴィスが製作、アミール・ウィルソン、ルビー・アシュボーン・サーキスらが出演した。Netflixが2020年3月20日に全世界へ配信した。

## あらすじ
ダホナウト王国の16歳の見習い騎士ティウリ。ティウリは祖国を救うため、託された手紙を隣国の王へ届ける危険な旅に出る。思いがけない使命を与えられ、大山脈のかなたの隣国へと向かったティウリの行く手には、陰険なスパイやさまざまな陰謀が待っていた。

## キャスト

### メイン
ティウリ
演 - アミール・ウィルソン
ラヴィニア
演 - ルビー・アシュボーン・サーキス
イオナ
演 - ザディア・グラハム
アルマン
演 - イスラム・ブアッカズ
イウシポ
演 - ジョナ・リース
フォルド
演 - ジャック・バートン
ピアック
演 - ナサニエル・サレー
ヴィリディアン王子
演 - ヘイス・ブロム
アリアノル女王
演 - エミリー・コッケレル
ジャロ
演 - ピーター・フェルディナンド

### リカーリング
Darya
演 - ケミ＝ボー・ジェイコブス
サー・ティウリ
演 - デビッド・ウェナム
ファントゥマル
演 - オミッド・ジャリリ
リストリディン
演 - ケン・ヌヲス
ファヴィアン王
演 - ヨリック・ヴァン・ヴァーヘニンゲン
イリディアン皇太子
演 - ヤーコブ・オフテブロ
ヤブルート
演 - タウフィーク・バルホーム

### ゲスト
Bors
演 - ヨハンネス・ハウクル・ヨハネッソン
黒い騎士
演 - ベン・チャップリン
Tristan
演 - フィオン・オシェイ
Mayor of Mistrinaut
演 - アンディ・サーキス
Abbot
演 - キム・ボドゥニア
スルーポル
演 - デヴィッド・ウィルモット
Shona
演 - リーサ・ローヴェン・コングスリ
General
演 - ピーター・マッコーリー

## エピソード
| 通算 話数 | タイトル                                       | 監督           | 脚本            | 公開日        |
| --------- | ---------------------------------------------- | -------------- | --------------- | ------------- |
| 1         | "忍び寄る暗雲" "Storm Clouds Gather"           | Felix Thompson | Will Davies     | 2020年3月20日 |
| 2         | "旅は道連れ" "Isn't She a Sweetheart?"         | Alex Holmes    | Will Davies     | 2020年3月20日 |
| 3         | "最果ての地" "At the End of the World"         | Felix Thompson | Rose Heiney     | 2020年3月20日 |
| 4         | "荒くれの騎士団" "Danger Knights"              | Alex Holmes    | Harry Cripps    | 2020年3月20日 |
| 5         | "渦巻き模様" "Spiral"                          | Charles Martin | Joy C. Mitchell | 2020年3月20日 |
| 6         | "赤い月が昇るとき" "When the Blood Moon Rises" | Felix Thompson | Will Davies     | 2020年3月20日 |

## 製作
2018年7月、Netflixが本作の製作を発表した。これはNetflix初のオランダ小説の映像化となる。製作はオランダ出身のPaul Trijbitsの会社FilmWaveが担当した。主な撮影はニュージーランドとチェコのプラハで行われた。

## 評価

### 批評
本作は批評集積サイトのRotten Tomatoesに20件のレビューがあり、批評家支持率は60%、平均点は10点満点で6.69点となっている。また、Metacriticには6件のレビューがあり、加重平均値は55/100となっている。